# Pozzolana
La Pozzolana, també coneguda com a cendra pozzolànica (pulvis puteolanus en llatí), és un material silici o de silici i òxid d'alumini que reacciona (reacció pozzolànica) amb l'hidròxid de calci en presència d'aigua a la temperatura d'una habitació. En aquesta reacció es formen compostos insolubles de calci i alumini que tenen propietats de ciment. El nom de pozzolana deriva de la localitat italiana de Pozzuoli. Actualment la definició de pozzolana engloba qualsevol material vulcànic (pumicita o cendra volcànica), predominantment compost de vidre volcànic que es fa servir com pozzolana.

## Ús històric
Les pozzolanes com la Terra de Santorin es van usar a l'est de la Mediterrània des de 500–400 aC. Encara que els primers a usar-la van ser els grecs, finalment van ser els romans els que la van desenvolupar completament en el ciment romà per a edificis i sota l'aigua. Vitruvius menciona quatre tipus de pozzolana: negra, blanca, grisa, i roja i totes elles es podien trobar a Itàlia. Típicament es mesclava amb cal abans d'afegir-hi l'aigua.

## Geoquímica i mineralogia
El principal component de la pumacita i la cendra volcànica és el vidre volcànic molt porós. Aquestes pumacites i cendres només es troben en zones que han estat recentment actives volcànicament.
La majoria de les putzolanes naturals tradicionalment usades pertanyen al grup de la cendra volcànica de Pozzuoli, Terra de Santorin i les parts incoherents del trass d'Alemanya.
La composició química de la pozzolana és variable i reflecteix el tipus de vulcanisme regional. SiO₂ és el component químic principal (des de 52–66 wt% SiO₂) a >66 wt% SiO₂)
La composició mineralògica de la roca piroclàstica inalterada està determinada per la presència de fenocrists i la composició del magma.

## Ús modern
La pozzolana abunda en certs llocs i es fa servir molt per afegir-la al ciment Portland  a Itàlia, Alemanya, Turquia, Xina i Grècia.